# ソーキバーンの戦い
ソーキバーンの戦い（ソーキバーンのたたかい、英語: Battle of Sauchieburn）は、1488年6月11日、スコットランド・スターリングの南約2マイルにあるソーキ・バーンにある泉の側で行われた戦闘。戦闘はスコットランド王ジェームズ3世の支持者と初代ヒューム卿アレクサンダー・ヒューム率いる（名目上にはロスシー公ジェームズ王子が率いる）スコットランド貴族の反乱軍の間で戦われ、ジェームズ3世の敗死に終わった。

## 戦いの経緯
ジェームズ3世に対する反乱は1488年のはじめにジェームズ王子が担ぎ上げられた以降、すでに数か月続いていた。ジェームズ3世は息子を取り戻して事態を打開すべく、まず交渉をすると約した文書を出したが、後にそれを破ってエディンバラへ南下した。この背信でジェームズ3世支持者の多くが彼を見放し、中立に転じた。5月、王は渡河してブラックネス城を基地とし、一方王子はリンリスゴーにいた。しかしリンリスゴーにいる王子を取り戻す試みは失敗、小競り合いに負けた王はブラックネスへ戻った。彼はさらに反乱軍に人質として預かれた人々を見捨てて逃亡し、5月16日にはエディンバラに戻った。そして、支持を得るために初代アソル伯爵ジョン・ステュアートなど多くの人々にお金をばらまいた。
この時点では反乱軍がスターリングやリンリスゴーなどに分散しており、王は機会に乗じて突如ファイフに移動、続いてスターリングに進軍して6月10日に反乱軍を南へと撃退した。王はスターリングを平定したが、次の日にスターリングから南2マイルのソーキ・バーンで反乱軍に遭遇した。リンリスゴーの反乱軍がやってきたので、撃退された反乱軍が再びジェームズ3世に挑んだのであった。ジェームズ3世はロバート・ブルースの剣を持って出陣した。
戦闘は王党派の敗北に終わった。ジェームズ3世はこの戦闘で帰らぬ人となったが、その詳細についてはよくわかっておらず、16世紀の年代記作家はジェームズ3世が暗殺された、馬に振り落とされて死亡した、と2つの説を提唱した。
ジェームズ王子は王位を継承して、以降25年間ジェームズ4世として統治した。彼は治世を通して腕に重い鉄の鎖をつけ、父の死における自分の役割を記憶し続けた。
2009年のスコットランド歴史環境政策により、戦場のヒストリック・スコットランドによる保護が検討されている。

## 参加した貴族
下記はソーキバーンの戦いに参加した貴族の一覧である。
- 王党派
  - 初代カニンガム伯爵アレクサンダー・カニンガム（英語版）、戦死
  - 初代メンティス伯爵マリス・グラハム（英語版）
  - 初代モントローズ公デイヴィッド・リンジー
  - 第2代アースキン卿トマス・アースキン（英語版）
  - モントローズ卿ウィリアム・グラハム（英語版）
  - 第4世マクスウェル卿ジョン・マクスウェル（英語版）
  - 初代ラスヴェン卿ウィリアム・ラスヴェン（英語版）
  - 第2代リンゼー卿デーヴィッド・リンゼー（英語版）
  - トマス・センピル（初代センピル卿（英語版）の父）、戦死[5]
  - ロジャー・グリアソン1世・オブ・ラグ、重傷
  - 軍の大半がスコットランド北部や自由都市出身だった
- 反乱軍
  - 初代ヒューム卿アレクサンダー・ヒューム（英語版）
  - 第5代アンガス伯爵アーキバルド・ダグラス（英語版）
  - 初代ボスウェル伯爵パトリック・ヘップバーン（英語版）
  - 第2代グレイ卿アンドリュー・グレイ
  - 軍の大半がイースト・ロージアン、バーウィックシャー（英語版）、ガロウェイ（英語版）、スコティッシュ・ボーダーズ出身だった